# Mormonia moderna
Mormonia moderna là một loài bướm đêm trong họ Noctuidae.